# Artère supéro-médiale du genou
L'artère supéro-médiale du genou (ou artère articulaire supérieure interne du genou) est une artère du membre inférieur située au niveau du genou.

## Origine
L'artère supéro-médiale du genou nait de la face antérieure de l'artère poplitée au niveau du bord supérieur du condyle médial du tibia.

## Trajet
L'artère supéro-médiale du genou s'étend profondément jusqu'aux muscles semi-membraneux et semi-tendineux, jusqu'au tendon du muscle troisième adducteur et au-dessus du chef médial du muscle gastrocnémien.
Elle se divise en deux branches, une profonde et une superficielle.
La branche profonde vascularise le muscle vaste médial. La branche superficielle vascularise le fémur et l'articulation du genou.

## Anastomoses
La branche profonde s'anastomose avec l'artère descendante du genou et avec l'artère inféro-médiale du genou.
La branche superficielle s'anastomose avec l'artère supéro-latérale du genou.